# Benjamin Leja

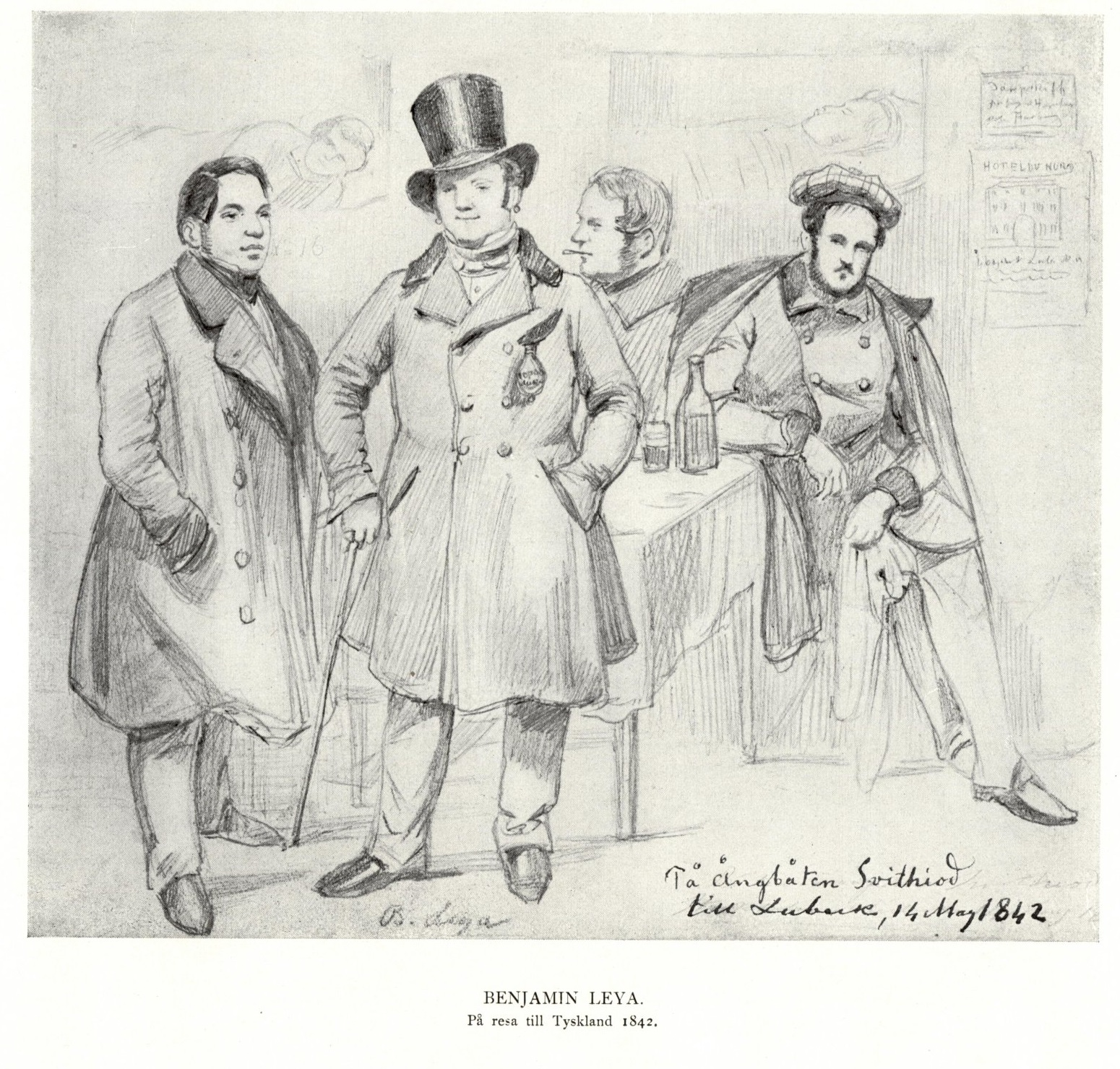
Benjamin Leja (med cylinderhatt), teckning av Fritz von Dardel 1842

Benjamin Leja född 1797 i Tyskland av judiska föräldrar, död 1870, var en svensk företagare och handelsman.

## Biografi
Leja flyttade, 21 år gammal, till Altona, som på den tiden låg på danskt område. Där försörjde han sig som optisk instrumentmakare. 1821 kom han till Sverige och Skåne, där han försörjde sig som kringvandrande reparatör av glasögon, kikare, barometrar m.m.
År 1822 kom han till Stockholm, och ansökte då om svenskt medborgarskap och tillstånd att få slå sig ned i Stockholm som instrumentmakare. Medborgarskapet beviljades, och Benjamin Leja slog sig ned med en verkstad på Lilla Nygatan i Stockholm. Härifrån besökte han även marknader runt om i landet. Han kom dock att tjäna mer pengar på en lagstridig men lukrativ spellåneverksamhet, något som renderade honom flera domar. 1828 fick han efter en del krångel med burskapet slutligen mästarbrev som instrumentmakare, och kunde skaffa en ny butikslokal för galanterivaror vid Gustaf Adolfs torg (Norrbrobasaren), som kom att bli en mycket populär och besökt butik, som med tiden växte till att bli ett av Stockholms första varuhus. 
Med näringsfrihetens införande 1847 kunde Benjamin Leja äntligen efter år av strider och försök vidga sitt sortiment och erbjuda allt från kläder, väskor, smycken, tvålar och parfymer, glasögon, lampor, skrivmaterial, sybehör m.m. Trots diverse processer med konkurrenter och andra som hade svårt att acceptera Benjamin Lejas ursprung vann han med tiden erkännande i staden och utsågs 15 maj 1838 till kunglig hovoptikus. Utöver sitt varuhus bedrev han även en omfattande lånerörelse.
År 1853 flyttade Benjamin Leja till Norrköping, men behöll sitt varuhus i Stockholm och gjorde flitiga besök där. I slutet av 1850-talet valde han dock att flytta till Paris, där han öppnade optisk affär och även blev utnämnd till Napoleon III:s kejserliga hovoptikus. På äldre dagar valde han att flytta tillbaka till Altona där han avled.
Sonen, Joseph Leja, som 1840 kom efter sin far till Stockholm, öppnade 1852 en egen varuhusfirma, Firma Joseph Leja, vilken senare kom att kallas Leja & Sachs och utgöra grunden till Nordiska kompaniet – NK.
Han erhöll 1860 medaljen Litteris et Artibus.